# Mâche nantaise
La Mâche nantaise est une appellation de mâche française. Elle bénéficie d'une appellation protégée par indication géographique protégée (IGP).

## Histoire

### La production de mâche dans le bassin nantais
La mâche serait cultivée en Loire-Atlantique depuis la première moitié du XIXe siècle. Ce qui correspond au début du maraîchage nantais. Il s'agissait alors d'une culture d'autoconsommation cultivée dans de nombreux petits jardins dans des quantités très réduites. 
En 1931, des statistiques estiment à 30 tonnes la production dans la zone. 
La situation n'évolue guère durant plusieurs décennies. À la fin des années 1950, la situation est toujours la même.
C'est le passage de la culture en châssis à celle en plein champ qui va faire évoluer la culture. On passe alors d'une culture où la mâche est associée à d'autres cultures à une culture où elle est cultivée seule. Les chiffres de la production de mâche témoignent de ce développement. Entre 1975 et 1983, la production annuelle moyenne est de 3000 tonnes, ce qui représente plus de 50 % de la production française.
Des nouveautés dans la commercialisation vont permettre à la mâche de continuer son développement. À savoir, l'apparition des sachets et des barquettes. En parallèle, la culture se mécanise. Ainsi, en 1987, la production de mâche dans la zone était de 12 000 tonnes, ce qui représentait plus de 80 % de la production française.
Dès lors, le tonnage n'a cessé d'augmenter. En 2008, le bassin nantais était le leader européen dans la production de mâche, avec une production de 26 000 tonnes.

### L'IGP Mâche nantaise

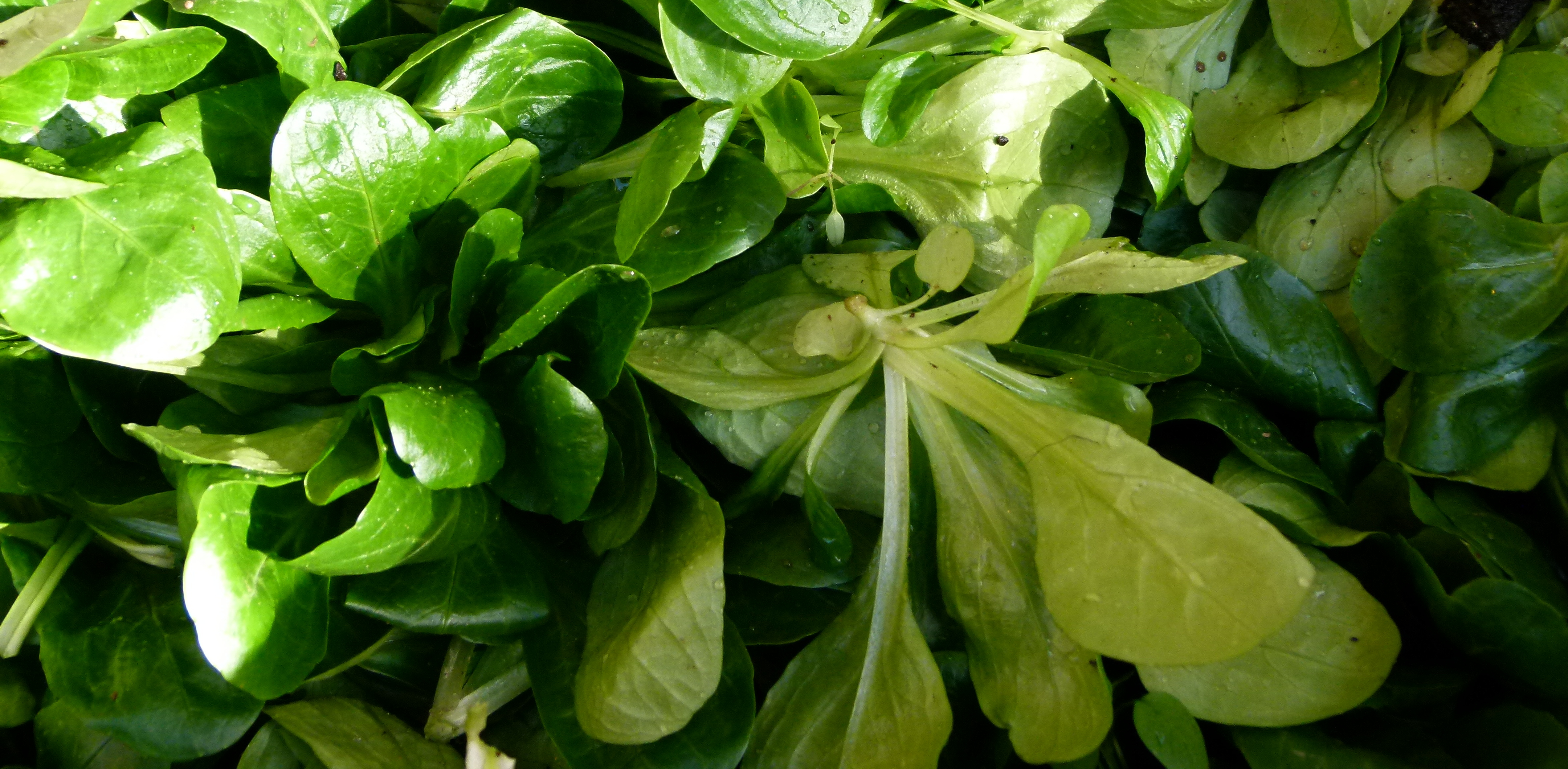
Mâche nantaise

En 1998, la Certification de conformité produit (CCP) Mâche nantaise apparait.
Puis, en 1999, la mâche nantaise obtient une labellisation IGP. 
Cependant, le tonnage de mâche produite selon le cahier des charges de l'IGP est très faible comparé à la production globale. La production est en moyenne de 350-400 tonnes par an.

## Situation géographique

### Aire de l'IGP

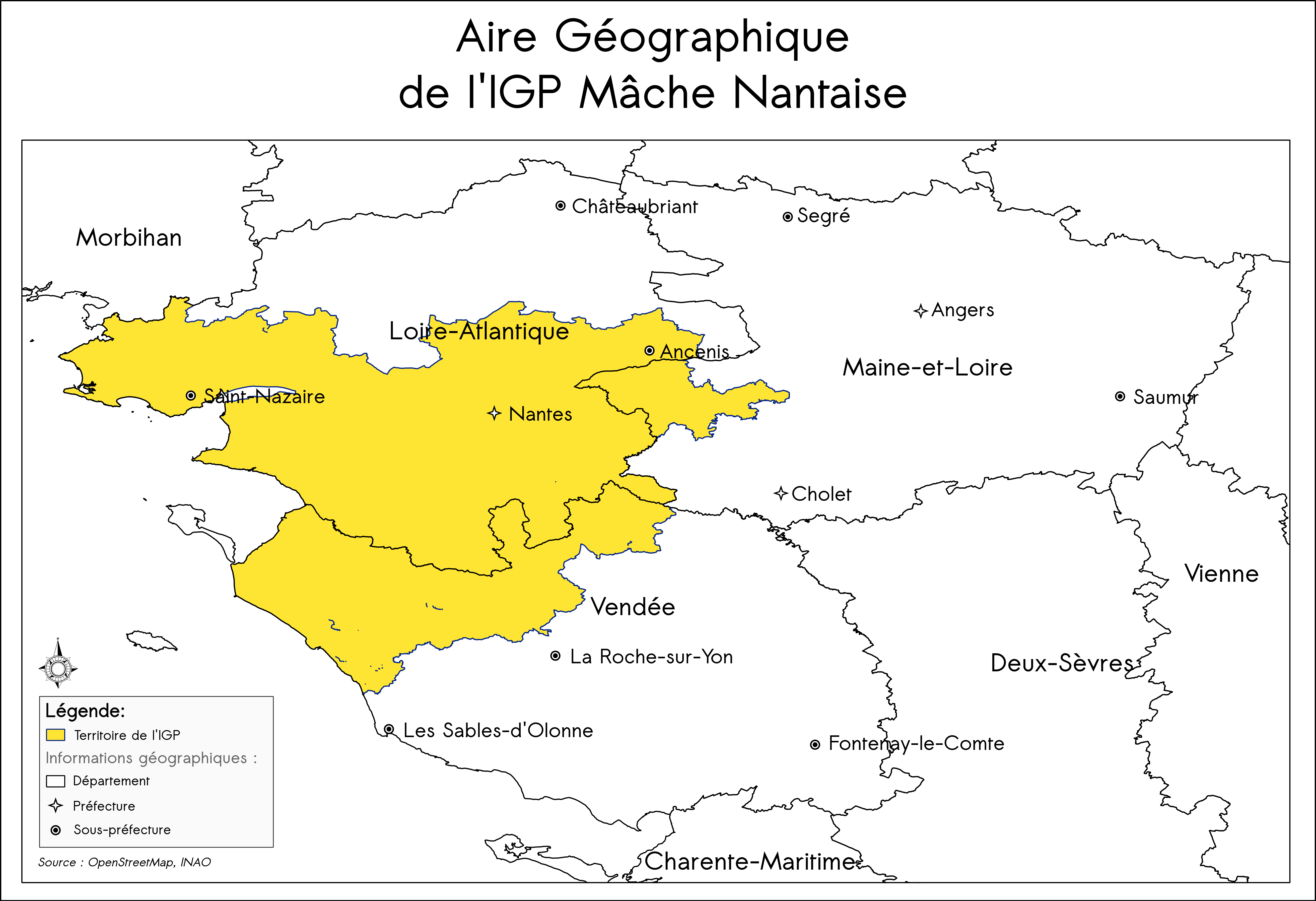

#### Les communes de Loire-Atlantique
152 communes sont concernées dans la Loire-Atlantique : Aigrefeuille-sur-Maine, Ancenis, Anetz, Arthon-en-Retz, Assérac, Barbechat, Basse-Goulaine, Batz-sur-Mer, La Bernerie-en-Retz, Besné, Le Bignon, La Boissière-du-Doré, Bouaye, Bouée, Bouguenais, Bourgneuf-en-Retz, Boussay, Brains, Campbon, Carquefou, Casson, Le Cellier, La Chapelle-Basse-Mer, La Chapelle-des-Marais, La Chapelle-Heulin, La Chapelle-Launay, La Chapelle-sur-Erdre, Château-Thébaud, Chauvé, Cheix-en-Retz, Chéméré, La Chevrolière, Clisson, Cordemais, Corsept, Couëron, Couffé, Le Croisic, Crossac, Donges, La Baule-Escoublac, Fresnay-en-Retz, Frossay, Gétigné, Gorges, Grandchamp-des-Fontaines, Guérande, La Haie-Fouassière, Haute-Goulaine, Herbignac, Héric, Indre, Le Landreau, Lavau-sur-Loire, Legé, Ligné, La Limouzinière, Le Loroux-Bottereau, Machecoul, Maisdon-sur-Sèvre, Malville, La Marne, Mauves-sur-Loire, Mésanger, Mesquer, Monnières, La Montagne, Montbert, Montoir-de-Bretagne, Les Moutiers-en-Retz, Mouzeil, Mouzillon, Nantes, Nort-sur-Erdre, Orvault, Oudon, Paimbœuf, Le Pallet, Paulx, Le Pellerin, Petit-Mars, Piriac-sur-Mer, La Plaine-sur-Mer, La Planche, Pontchâteau, Pont-Saint-Martin, Pornic, Pornichet, Port-Saint-Père, Pouillé-les-Côteaux, Le Pouliguen, Préfailles, Prinquiau, Quilly, La Regrippière, La Remaudière, Remouillé, Rezé, Rouans, Saint-Aignan-Grandlieu, Saint-André-des-Eaux, Sainte-Anne-sur-Brivet, Saint-Brevin-les-Pins, Saint-Colomban, Corcoué-sur-Logne, Saint-Étienne-de-Mer-Morte, Saint-Étienne-de-Montluc, Saint-Fiacre-sur-Maine, Saint-Géréon, Saint-Herblain, Saint-Herblon, Saint-Hilaire-de-Chaléons, Saint-Hilaire-de-Clisson, Saint-Jean-de-Boiseau, Saint-Joachim, Saint-Julien-de-Concelles, Saint-Léger-les-Vignes, Sainte-Luce-sur-Loire, Saint-Lumine-de-Clisson, Saint-Lumine-de-Coutais, Saint-Lyphard, Saint-Malo-de-Guersac, Saint-Mars-de-Coutais, Saint-Mars-du-Désert, Saint-Même-le-Tenu, Saint-Michel-Chef-Chef, Saint-Molf, Saint-Nazaire, Sainte-Pazanne, Saint-Père-en-Retz, Saint-Philbert-de-Grand-Lieu, Sainte-Reine-de-Bretagne, Saint-Sébastien-sur-Loire, Saint-Viaud, Sautron, Savenay, Les Sorinières, Sucé-sur-Erdre, Le Temple-de-Bretagne, Thouaré-sur-Loire, Les Touches, Touvois, Treillières, Trignac, La Turballe, Vallet, Vertou, Vieillevigne, Vigneux-de-Bretagne, Vue, La Roche-Blanche et Geneston.

#### Les communes de Maine-et-Loire
20 communes sont concernées dans le Maine-et-Loire : La Boissière-sur-Èvre, Bouzillé, Champtoceaux, Chaudron-en-Mauges, La Chaussaire, Drain, Le Fief-Sauvin, Le Fuilet, Landemont, Liré, Montrevault, Le Puiset-Doré, Saint-Christophe-la-Couperie, Saint-Laurent-des-Autels, Saint-Pierre-Montlimart, Saint-Quentin-en-Mauges, Saint-Rémy-en-Mauges, Saint-Sauveur-de-Landemont, La Salle-et-Chapelle-Aubry et La Varenne.

#### Les communes de Vendée
62 communes sont concernées dans la Vendée : L'Aiguillon-sur-Vie, Aizenay, Apremont, La Barre-de-Monts, Beaufou, Beauvoir-sur-Mer, Belleville-sur-Vie, La Bernardière, Bois-de-Céné, La Boissière-de-Montaigu, Boufféré, Bouin, Bretignolles-sur-Mer, La Bruffière, La Chaize-Giraud, Challans, La Chapelle-Palluau, Châteauneuf, Coëx, Commequiers, Cugand, Falleron, Le Fenouiller, Froidfond, La Garnache, La Genétouze, Givrand, Grand'Landes, La Guyonnière, L'Herbergement, Landevieille, Les Lucs-sur-Boulogne, Maché, Montaigu, Mormaison, Notre-Dame-de-Monts, Palluau, Le Perrier, Le Poiré-sur-Vie, Notre-Dame-de-Riez, Rocheservière, Saint-André-Treize-Voies, Saint-Christophe-du-Ligneron, Saint-Denis-la-Chevasse, Saint-Étienne-du-Bois, Saint-Georges-de-Montaigu, Saint-Gervais, Saint-Gilles-Croix-de-Vie, Saint-Hilaire-de-Loulay, Saint-Hilaire-de-Riez, Saint-Jean-de-Monts, Saint-Maixent-sur-Vie, Brem-sur-Mer, Saint-Paul-Mont-Penit, Saint-Philbert-de-Bouaine, Saint-Révérend, Saint-Sulpice-le-Verdon, Saint-Urbain, Saligny, Sallertaine, Soullans et Treize-Septiers.

### Climatologie
L'aire IGP est dominée par un climat de type océanique. Les principales caractéristiques de ce dernier sont :
- des températures moyennes comprises entre 11 et 13 °C ;
- des vents provenant surtout de l'Ouest ;
- une pluviométrie annuelle moyenne comprise entre 600 et 800 mm.